# Radamel Falcao
Radamel Falcao García Zárate (n. 10 februarie 1986, Santa Marta, Columbia), cunoscut mai mult ca Radamel Falcao sau simplu Falcao, este un fotbalist columbian care evoluează pe postul de atacant la Millonarios Fútbol Club, din Categoría Primera A. Falcao s-a consacrat pe când evolua la FC Porto în sezonul 2010-2011. A fost cumpărat de Atletico Madrid unde a stat doar 2 ani, ca apoi să fie cumpărat de echipa din Ligue 1, AS Monaco.
Falcao este adesea menționat drept unul din cei mai buni atacanți din lume.

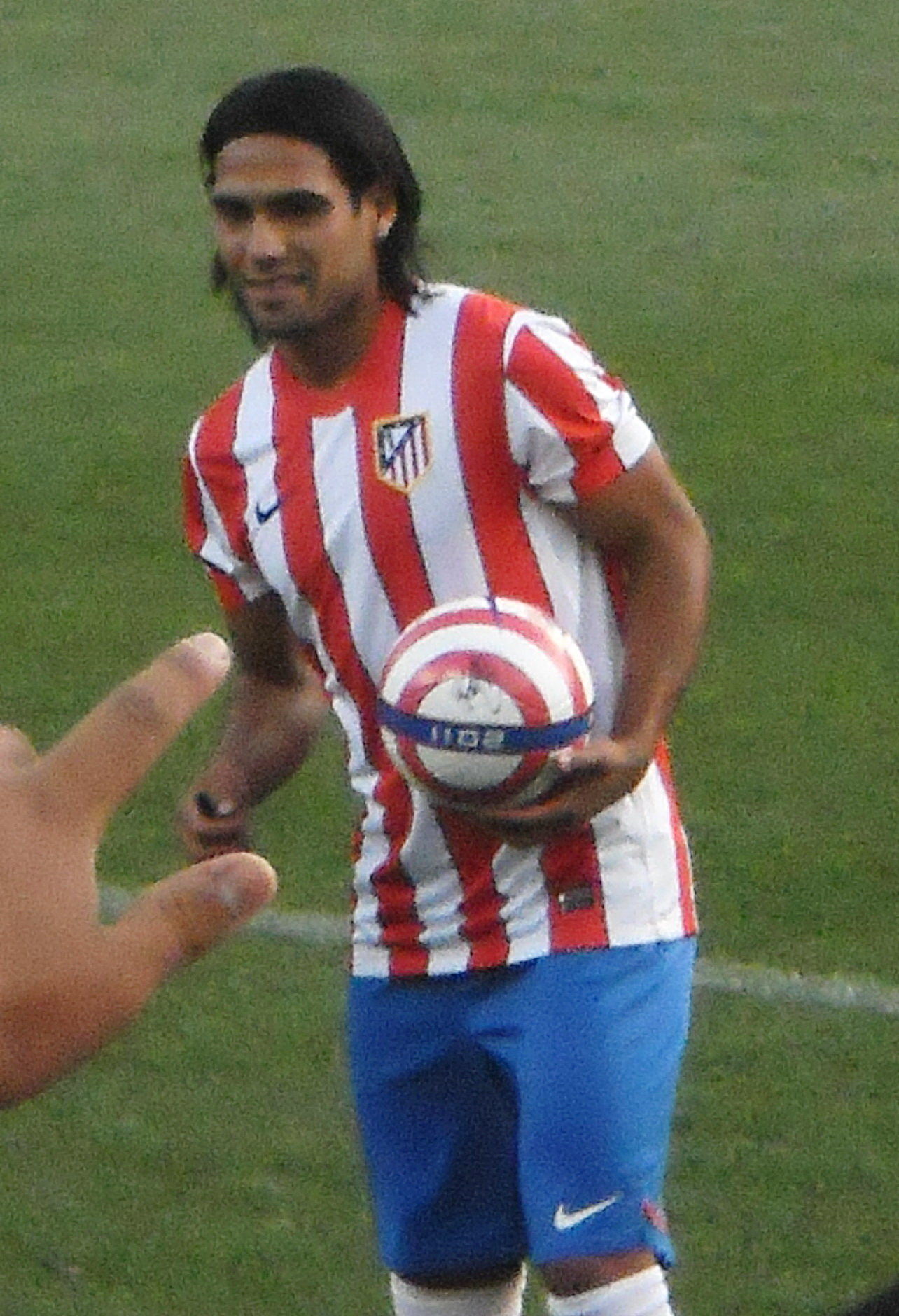
Falcao la Atlético Madrid în 2011

## Statistici carieră

### Club
La 21 octombrie 2017.
| Club              | Sezon         | Campionat                  | Campionat | Campionat | Cupă    | Cupă   | Cupa Ligii | Cupa Ligii | Continental | Continental | Altele  | Altele | Total   | Total  |
| Club              | Sezon         | Divizie                    | Meciuri   | Goluri    | Meciuri | Goluri | Meciuri    | Goluri     | Meciuri     | Goluri      | Meciuri | Goluri | Meciuri | Goluri |
| ----------------- | ------------- | -------------------------- | --------- | --------- | ------- | ------ | ---------- | ---------- | ----------- | ----------- | ------- | ------ | ------- | ------ |
| Lanceros Boyacá   | 1999          | Categoría Primera B        | 1         | 0         | —       | —      | —          | —          | —           | —           | —       | —      | 1       | 0      |
| Lanceros Boyacá   | 2000          | Categoría Primera B        | 7         | 1         | —       | —      | —          | —          | —           | —           | —       | —      | 7       | 1      |
| Lanceros Boyacá   | Total         | Total                      | 8         | 1         | —       | —      | —          | —          | —           | —           | —       | —      | 8       | 1      |
| River Plate       | 2004–05       | Argentine Primera División | 4         | 0         | —       | —      | —          | —          | 0           | 0           | —       | —      | 4       | 0      |
| River Plate       | 2005–06       | Argentine Primera División | 7         | 7         | —       | —      | —          | —          | 0           | 0           | —       | —      | 7       | 7      |
| River Plate       | 2006–07       | Argentine Primera División | 20        | 3         | —       | —      | —          | —          | 3           | 0           | —       | —      | 23      | 3      |
| River Plate       | 2007–08       | Argentine Primera División | 27        | 11        | —       | —      | —          | —          | 12          | 8           | —       | —      | 39      | 19     |
| River Plate       | 2008–09       | Argentine Primera División | 32        | 13        | —       | —      | —          | —          | 6           | 3           | —       | —      | 38      | 16     |
| River Plate       | Total         | Total                      | 90        | 34        | —       | —      | —          | —          | 21          | 11          | —       | —      | 111     | 45     |
| Porto             | 2009–10       | Primeira Liga              | 28        | 25        | 5       | 5      | 2          | 0          | 8           | 4           | 0       | 0      | 43      | 34     |
| Porto             | 2010–11       | Primeira Liga              | 22        | 16        | 3       | 3      | 0          | 0          | 16          | 18          | 1       | 1      | 42      | 38     |
| Porto             | Total         | Total                      | 51        | 41        | 8       | 8      | 2          | 0          | 24          | 22          | 2       | 1      | 87      | 72     |
| Atlético Madrid   | 2011–12       | La Liga                    | 34        | 24        | 1       | 0      | —          | —          | 15          | 12          | —       | —      | 50      | 36     |
| Atlético Madrid   | 2012–13       | La Liga                    | 34        | 28        | 4       | 2      | —          | —          | 2           | 1           | 1       | 3      | 41      | 34     |
| Atlético Madrid   | Total         | Total                      | 68        | 52        | 5       | 2      | —          | —          | 17          | 13          | 1       | 3      | 91      | 70     |
| Monaco            | 2013–14       | Ligue 1                    | 17        | 9         | 2       | 2      | 0          | 0          | —           | —           | —       | —      | 19      | 11     |
| Monaco            | 2014–15       | Ligue 1                    | 3         | 2         | 0       | 0      | 0          | 0          | —           | —           | —       | —      | 3       | 2      |
| Monaco            | 2016–17       | Ligue 1                    | 29        | 21        | 2       | 1      | 2          | 1          | 10          | 7           | —       | —      | 43      | 30     |
| Monaco            | 2017–18       | Ligue 1                    | 9         | 13        | 0       | 0      | 0          | 0          | 3           | 1           | 1       | 0      | 13      | 14     |
| Monaco            | Total         | Total                      | 58        | 45        | 4       | 3      | 2          | 1          | 13          | 8           | 1       | 0      | 78      | 57     |
| Manchester United | 2014–15       | Premier League             | 26        | 4         | 3       | 0      | 0          | 0          | —           | —           | —       | —      | 29      | 4      |
| Chelsea           | 2015–16       | Premier League             | 10        | 1         | 0       | 0      | 1          | 0          | 0           | 0           | 1       | 0      | 12      | 1      |
| Total cariera     | Total cariera | Total cariera              | 311       | 178       | 20      | 13     | 5          | 1          | 75          | 54          | 5       | 4      | 416     | 250    |

1Include Supertaça Cândido de Oliveira și UEFA Super Cup.

### Internațional
La 11 august 2014.
| Columbia | Columbia | Columbia |
| An       | Meciuri  | Goluri   |
| -------- | -------- | -------- |
| 2007     | 8        | 2        |
| 2008     | 5        | 1        |
| 2009     | 9        | 2        |
| 2010     | 4        | 1        |
| 2011     | 9        | 4        |
| 2012     | 7        | 5        |
| 2013     | 9        | 5        |
| Total    | 51       | 20       |

### Goluri internaționale
| #   | Data               | Stadion                                                         | Oponent    | Scor | Rezultat | Competiția                                             |
| --- | ------------------ | --------------------------------------------------------------- | ---------- | ---- | -------- | ------------------------------------------------------ |
| 1.  | 3 iunie 2007       | Saitama, Saitama City, Japonia                                  | Muntenegru | 1–0  | 1–0      | Meci amical                                            |
| 2.  | 8 septembrie 2007  | Estadio Monumental, Lima, Peru                                  | Peru       | 1–1  | 2–2      | Meci amical                                            |
| 3.  | 19 noiembrie 2008  | Estadio Deportivo Cali, Cali, Columbia                          | Nigeria    | 1–0  | 1–0      | Meci amical                                            |
| 4.  | 10 iunie 2009      | Atanasio Girardot, Medellín, Columbia                           | Peru       | 1–0  | 1–0      | Calificările pentru Campionatul Mondial de Fotbal 2010 |
| 5.  | 12 august 2009     | Giants Stadium, East Rutherford, SUA                            | Venezuela  | 1–1  | 1-2      | Meci amical                                            |
| 6.  | 8 octombrie 2010   | Red Bull Arena, Harrison, SUA                                   | Ecuador    | 1–0  | 1–0      | Meci amical                                            |
| 7.  | 26 martie 2011     | Stadionul Vicente Calderón, Madrid, Spania                      | Ecuador    | 2–0  | 2–0      | Meci amical                                            |
| 8.  | 10 iulie 2011      | Estadio Brigadier General Estanislao López, Santa Fe, Argentina | Bolivia    | 1–0  | 2–0      | Copa América 2011                                      |
| 9.  | 10 iulie 2011      | Estadio Brigadier General Estanislao López, Santa Fe, Argentina | Bolivia    | 2–0  | 2–0      | Copa América 2011                                      |
| 10. | 11 octombrie 2011  | Estadio Hernando Siles, La Paz, Bolivia                         | Bolivia    | 2–1  | 2–1      | Calificările pentru Campionatul Mondial de Fotbal 2014 |
| 11. | 29 februarie 2012  | Sun Life Stadium, Miami Gardens, SUA                            | Mexic      | 1–0  | 2–0      | Meci amical                                            |
| 12. | 7 septembrie 2012  | Estadio Metropolitano Roberto Meléndez, Barranquilla, Columbia  | Uruguay    | 1–0  | 4–0      | Calificările pentru Campionatul Mondial de Fotbal 2014 |
| 13. | 11 septembrie 2012 | Estadio Monumental David Arellano, Santiago de Chile, Chile     | Chile      | 2–1  | 3–1      | Calificările pentru Campionatul Mondial de Fotbal 2014 |
| 14. | 12 octombrie 2012  | Estadio Metropolitano Roberto Meléndez, Barranquilla, Columbia  | Paraguay   | 1–0  | 2–0      | Calificările pentru Campionatul Mondial de Fotbal 2014 |
| 15. | 12 octombrie 2012  | Estadio Metropolitano Roberto Meléndez, Barranquilla, Columbia  | Paraguay   | 2–0  | 2–0      | Calificările pentru Campionatul Mondial de Fotbal 2014 |
| 16. | 22 martie 2013     | Estadio Metropolitano Roberto Meléndez, Barranquilla, Columbia  | Bolivia    | 4–0  | 5–0      | Calificările pentru Campionatul Mondial de Fotbal 2014 |
| 17. | 12 iunie 2013      | Estadio Metropolitano Roberto Meléndez, Barranquilla, Columbia  | Peru       | 1–0  | 2–0      | Calificările pentru Campionatul Mondial de Fotbal 2014 |
| 18. | 11 octombrie 2013  | Estadio Metropolitano Roberto Meléndez, Barranquilla, Columbia  | Chile      | 2–3  | 3–3      | Calificările pentru Campionatul Mondial de Fotbal 2014 |
| 19. | 11 octombrie 2013  | Estadio Metropolitano Roberto Meléndez, Barranquilla, Columbia  | Chile      | 3–3  | 3–3      | Calificările pentru Campionatul Mondial de Fotbal 2014 |
| 20. | 14 noiembrie 2013  | Stadionul Regele Baudouin, Bruxelles, Belgia                    | Belgia     | 1–0  | 2–0      | Meci amical                                            |

## Palmares

### Club
River Plate
- Primera División de Argentina (1): 2008 Clausura

 FC Porto
- Primeira Liga (1): 2010–11
- Taça de Portugal (1): 2009–10, 2010–11
- Supercupa Portugaliei (2): 2010, 2011
- UEFA Europa League (1): 2010–11

 Atlético Madrid
- Copa del Rey (1): 2012–13
- UEFA Europa League (1): 2011–12
- Supercupa Europei (1): 2012

 Monaco
- Ligue 1 (1): 2016–17

### Națională
Columbia U-20
- Campionatul Sud-American de Tineret (1): 2005

### Individual
- Parte a Dream Team of America în 2007
- Cel mai bun marcator al Taça de Portugal : 2009–10
- Gheata de Aur a Portugaliei (1): 2010–11
- Cel mai bun gol al UEFA Champions League : 2009–10
- Cel mai bun marcator în competițiile internaționale (IFFHS) : 2011
- Cel mai bun marcator al UEFA Europa League 2010–11 (2): 2010–11 (la acel moment un record de 17 goluri marcate într-o competiție europeană), 2011–12
- Cel mai bun jucător al Primeira Liga în aprilie 2011
- Omul meciului în Finala UEFA Europa League (2):  Finala UEFA Europa League 2011, 2012
- Omul meciului în Supercupa Europei (1): 2012
- FIFA FIFPro World XI (1): 2012
- GQ Spain Sports man of the year (1): 2012
- Globe Best Footballer (1): 2012
- Onze de Bronze (1): 2012

#### Alte titluri și performanțe notabile
- Nominalizat la FIFA Ballon d'Or (2): 2012 (locul 5), 2013 (locul 11)
- Nominalizat la UEFA Best Player in Europe (2): 2010–11 (locul 5), 2011–12 (locul 9)
- Clasat pe locul 6 în lista Cei mai buni 100 de fotbaliști din lume în redacția The Guardian[14]
- Primul jucător din istorie care marchează un hat-trick în meciul din Supercupa Europei (în formatul de o singură manșă)
- A marcat 5 goluri într-un meci de La Liga
- Recordul de goluri într-un sezon de Europa League (17)

### Decorații
- Ordinul Boyaca: 2011